# Supernova 2016
Supernova 2016 fand vom 7. Februar bis 28. Februar 2016 statt und war der lettische Vorentscheid für den Eurovision Song Contest 2016 in Stockholm (Schweden). Sieger wurde der Sänger Justs mit dem Lied Heartbeat.

## Format

### Konzept
Die Vorentscheidung bestand wie schon im Vorjahr aus zwei Qualifikationsrunden, den sogenannten Heats. Dieser folgt ein Halbfinale und ein Finale. Am 24. und 31. Januar 2016 strahlte LTV zudem Kennenlernshows aus, die über die Vorbereitungen für die Sendung und die Vorsingen der Teilnehmer vor dem Wettbewerb berichteten. Während der zweiten Show am 31. Januar wurden auch die teilnehmenden Beiträge bekanntgegeben. Die zwei Heats, die am 7. und am 14. Februar 2016 stattfanden, hatten je zehn Teilnehmer, von denen sich je vier für das Halbfinale qualifizierten. Im Halbfinale am 21. Februar 2016 nahmen die acht qualifizierten Teilnehmer aus den Heats teil, von denen sich wiederum vier für das Finale qualifizierten. Im Finale am 28. Februar 2016 wurde aus den verbliebenen vier Teilnehmern der offizielle Vertreter Lettlands beim Eurovision Song Contest 2016 ausgewählt.
Während der Heats und dem Halbfinale stimmten sowohl die Zuschauer als auch eine Jury über die Beiträge ab. Zunächst stimmten die Zuschauer ab und bestimmten durch ihr Voting die ersten zwei Beiträge, die sich für die nächste Runde qualifizierten. Unter den verbleibenden Beiträgen wählte die Jury dann zwei weitere aus, die in die nächste Runde weiterrückten. Im Finale entschied allein die Zuschauerabstimmung über den Sieger. Die Zuschauer konnten sowohl per Anruf als auch per SMS abstimmen, wobei man maximal fünf Mal anrufen konnten. Eine SMS entsprach fünf Stimmen. Außerdem gab es die Möglichkeit, online über die offizielle Supernova-Website abzustimmen, wo sich die Nutzer mit Accounts bei Draugiem.lv, Facebook und Twitter anmelden konnten und pro Account einmal abstimmen durften.

### Jury
Die Jury gab in den einzelnen Shows Feedback für die teilnehmenden Künstler und wählte Beiträge aus, die in die nächste Runde vorrückten. Die Jury bestand aus:
- Kaspars Roga – Schlagzeuger von Brainstorm und Regisseur von Musikvideos
- Ieva Kerēvica – Sängerin und Gesangslehrerin
- Intars Busulis – Sänger, Posaunist, Radiomoderator und lettischer Teilnehmer am Eurovision Song Contest 2009
- Guntars Račs – Musiker, Songwriter und Musikproduzent

### Beitragswahl
Künstler und Songwriter konnten ihre Beiträge zwischen dem 7. September und dem 1. November 2015 beim Sender einreichen. Hierbei konnten sich Sänger und Songwriter getrennt bewerben. Es wurden insgesamt 120 Lieder eingereicht (eine Steigerung von 20 % im Vergleich zum Vorjahr), zudem bewarben sich 88 Künstler. LTV wählte lokale und internationale Jurys für das Auswahlverfahren aus. Die internationale Jury beurteilte die eingereichten Lieder zwischen dem 2. und 16. November 2015 und beriet die lokale Jury, die Lieder und Künstler auswählte. Die internationale Jury bestand aus Adam Klein (britischer Musikmanager), Vaidas Stackevičius (litauischer Manager eines Plattenlabels) und William Lee Adams (amerikanischer ESC-Journalist). Die lokale Jury bestand aus Daumants Kalniņš (Sänger und Musiker), Rūdolfs Budze–DJ Rudd (DJ und Produzent) und zwei Mitgliedern der Jury während der Liveshows: Intars Busulis und Guntars Račs. Die Vorsingen der Künstler fanden am 17., 24. und 25. November 2015 mit einer Auswahl von 31 der 88 Bewerber im LTV Studio 6 in Riga statt. Am 10. Dezember wurden die 20 ausgewählten Künstler und Lieder bestimmt und benachrichtigt. Während der zweiten Kennenlernshow am 31. Januar 2016 wurden die 20 teilnehmenden Künstler und Lieder der Öffentlichkeit vorgestellt.

## Heats

### Heat 1
Die erste Heat fand am 7. Februar 2016 statt. Von den zehn Teilnehmern qualifizierten sich vier für das Halbfinale. Zwei wurden hierbei von den Zuschauern ausgewählt, zwei weitere von der Jury bestimmt.
| Platz | Startnr. | Interpret            | Lied Musik (M) und Text (T)                                         | Sprache  | Übersetzung (Inoffiziell) | Zuschauerstimmen | Zuschauerstimmen | Zuschauerstimmen |
| Platz | Startnr. | Interpret            | Lied Musik (M) und Text (T)                                         | Sprache  | Übersetzung (Inoffiziell) | Internet         | Televoting       | Gesamt           |
| ----- | -------- | -------------------- | ------------------------------------------------------------------- | -------- | ------------------------- | ---------------- | ---------------- | ---------------- |
| 1.    | 10       | Justs                | Heartbeat M/T: Aminata Savadogo                                     | Englisch | Herzschlag                | 2456             | 2715             | 5180             |
| 2.    | 8        | Catalepsia           | Damnation M/T: Erwin Franz, Juris Kreilis                           | Englisch | Verdammnis                | 831              | 1505             | 2336             |
| 3.    | 4        | Ivo Grīsniņš Grīslis | We Are the Light M/T: Ingars Viļums                                 | Englisch | Wir sind das Licht        | 649              | 1206             | 1855             |
| 4.    | 7        | Marta Grigale        | Choices M/T: Marta Grigale                                          | Englisch | Auswahl                   | 582              | 898              | 1480             |
| 5.    | 9        | Samanta Tīna         | We Live for Love M/T: Tomass Kleins, Kerija Hauptmane               | Englisch | Wir leben für Liebe       | 443              | 1003             | 1446             |
| 6.    | 2        | ElectroFolk          | Miracle Drums M/T: Ainārs Majors, D. Majore                         | Englisch | Wundertrommeln            | 223              | 556              | 779              |
| 7.    | 6        | Edvards Grieze       | New Day M/T: Pāvels Fomkins                                         | Englisch | Neuer Tag                 | 199              | 288              | 487              |
| 8.    | 3        | Rūta Dūduma          | Being a Friend M/T: Jānis Ķirsis, Annija Zahovska, Ginta Krievkalna | Englisch | Ein Freund sein           | 77               | 232              | 309              |
| 9.    | 5        | Sabīne Berezina      | My Inspiration M/T: Sabīne Berezina                                 | Englisch | Meine Inspiration         | 72               | 224              | 296              |
| 10.   | 1        | Paula Dukure         | Look in the Mirror M/T: Paula Dukure                                | Englisch | Schau in den Spiegel      | 40               | 124              | 164              |

 Kandidat hat sich per Zuschauervoting für das Halbfinale qualifiziert.
 Kandidat hat sich per Juryvoting für das Halbfinale qualifiziert.

### Heat 2
Die zweite Heat fand am 14. Februar 2016 statt. Von den zehn Teilnehmern qualifizierten sich vier für das Halbfinale. Zwei wurden hierbei von den Zuschauern ausgewählt, zwei weitere von der Jury bestimmt.
| Platz | Startnr. | Interpret      | Lied Musik (M) und Text (T)                                                         | Sprache  | Übersetzung (Inoffiziell) | Zuschauerstimmen | Zuschauerstimmen | Zuschauerstimmen |
| Platz | Startnr. | Interpret      | Lied Musik (M) und Text (T)                                                         | Sprache  | Übersetzung (Inoffiziell) | Internet         | Televoting       | Gesamt           |
| ----- | -------- | -------------- | ----------------------------------------------------------------------------------- | -------- | ------------------------- | ---------------- | ---------------- | ---------------- |
| 1.    | 4        | Markus Riva    | I Can M/T: Miķelis Ļaksa, Edgars Jass                                               | Englisch | Ich kann                  | 1145             | 1131             | 2276             |
| 2.    | 5        | MyRadiantU     | We Will Be Stars M/T: Janis Driksna                                                 | Englisch | Wir werden Sterne sein    | 1092             | 888              | 1980             |
| 3.    | 3        | Samanta Tīna   | The Love Is Forever M/T: Samanta Poļakova, Vadim Petrov                             | Englisch | Die Liebe ist für immer   | 571              | 1029             | 1600             |
| 4.    | 8        | Marta Ritova   | Not From This World M/T: Marta Cipe                                                 | Englisch | Nicht von dieser Welt     | 642              | 863              | 1505             |
| 5.    | 7        | Dvines         | Set It on Fire M/T: Martins Makreckis, Anastasija Drozdoviča, Jekaterina Drozdoviča | Englisch | Setze es in Brand         | 674              | 720              | 1394             |
| 6.    | 6        | Mārtiņš Ruskis | Still Holding Stars M/T: Mārtiņš Ruskis, Annija Veide                               | Englisch | Immer noch Sterne halten  | 223              | 798              | 1021             |
| 7.    | 10       | Iluta Alsberga | On Hold M/T: Jānis Stībelis, Iluta Alsberga                                         | Englisch | In der Warteschleife      | 418              | 537              | 955              |
| 8.    | 2        | Crow Mother    | Demons M/T: Jānis Andžāns                                                           | Englisch | Dämonen                   | 236              | 368              | 604              |
| 9.    | 9        | Miks Dukurs    | Paradise M/T: Miks Dukurs, Edmunds Rasmanis                                         | Englisch | Paradies                  | 279              | 251              | 530              |
| 10.   | 1        | Madara Grēgere | You and I M/T: Madara Grēgere                                                       | Englisch | Du und ich                | 152              | 259              | 411              |

 Kandidat hat sich per Zuschauervoting für das Halbfinale qualifiziert.
 Kandidat hat sich per Juryvoting für das Halbfinale qualifiziert.

## Halbfinale
Das Halbfinale fand am 21. Februar 2016 statt. Der DJ und Produzent Rūdolfs Budze–DJ Rudd war ein Gastjuror für das Halbfinale und ersetzte Guntars Račs. Von den acht Beiträgen qualifizierten sich vier für das Finale. Nach ihrem Auftritt zog Samanta Tīna ihren Beitrag The Love Is Forever zurück, sodass dieser nicht mehr zur Abstimmung stand. Über die verbleibenden sieben Beiträge stimmten zunächst die Zuschauer ab, deren zwei Favoriten in das Finale einzogen. Zwei weitere Finalisten wurden von der Jury ausgewählt.
| Platz | Startnr. | Interpret            | Lied Musik (M) und Text (T)                             | Sprache  | Übersetzung (Inoffiziell) | Zuschauerstimmen | Zuschauerstimmen | Zuschauerstimmen |
| Platz | Startnr. | Interpret            | Lied Musik (M) und Text (T)                             | Sprache  | Übersetzung (Inoffiziell) | Internet         | Televoting       | Gesamt           |
| ----- | -------- | -------------------- | ------------------------------------------------------- | -------- | ------------------------- | ---------------- | ---------------- | ---------------- |
| 1.    | 1        | Justs                | Heartbeat M/T: Aminata Savadogo                         | Englisch | Herzschlag                | 3084             | 2316             | 5400             |
| 2.    | 4        | Catalepsia           | Damnation M/T: Erwin Franz, Juris Kreilis               | Englisch | Verdammnis                | 1284             | 2101             | 3385             |
| 3.    | 2        | Markus Riva          | I Can M/T: Miķelis Ļaksa, Edgars Jass                   | Englisch | Ich kann                  | 1212             | 1697             | 2909             |
| 4.    | 7        | MyRadiantU           | We Will Be Stars M/T: Janis Driksna                     | Englisch | Wir werden Sterne sein    | 1311             | 1580             | 2891             |
| 5.    | 8        | Marta Ritova         | Not From This World M/T: Marta Cipe                     | Englisch | Nicht von dieser Welt     | 944              | 1538             | 2482             |
| 6.    | 6        | Ivo Grīsniņš Grīslis | We Are the Light M/T: Ingars Viļums                     | Englisch | Wir sind das Licht        | 518              | 711              | 1229             |
| 7.    | 5        | Marta Grigale        | Choices M/T: Marta Grigale                              | Englisch | Auswahl                   | 336              | 525              | 861              |
| —     | 3        | Samanta Tīna         | The Love is Forever M/T: Samanta Poļakova, Vadim Petrov | Englisch | Die Liebe ist für immer   | Zurückgezogen    | Zurückgezogen    | Zurückgezogen    |

 Kandidat hat sich per Zuschauervoting für das Halbfinale qualifiziert.
 Kandidat hat sich per Juryvoting für das Halbfinale qualifiziert.

## Finale
Das Finale fand am 28. Februar 2016 statt. Aus den vier Beiträgen wählte das Publikum den Gewinner aus. Das Lied Heartbeat von Justs erhielt die meisten Stimmen und wurde somit der offizielle Beitrag Lettlands zum Eurovision Song Contest 2016.
| Platz | Startnr. | Interpret    | Lied Musik (M) und Text (T)               | Sprache  | Übersetzung (Inoffiziell) | Zuschauerstimmen | Zuschauerstimmen | Zuschauerstimmen |
| Platz | Startnr. | Interpret    | Lied Musik (M) und Text (T)               | Sprache  | Übersetzung (Inoffiziell) | Internet         | Televoting       | Gesamt           |
| ----- | -------- | ------------ | ----------------------------------------- | -------- | ------------------------- | ---------------- | ---------------- | ---------------- |
| 1.    | 3        | Justs        | Heartbeat M/T: Aminata Savadogo           | Englisch | Herzschlag                | 8995             | 11.730           | 20.725           |
| 2.    | 1        | Catalepsia   | Damnation M/T: Erwin Franz, Juris Kreilis | Englisch | Verdammnis                | 5393             | 13.521           | 18.914           |
| 3.    | 2        | MyRadiantU   | We Will Be Stars M/T: Jānis Driksna       | Englisch | Wir werden Sterne sein    | 2432             | 4219             | 6651             |
| 4.    | 4        | Marta Ritova | Not From This World M/T: Marta Cipe       | Englisch | Nicht von dieser Welt     | 1869             | 3172             | 5041             |